# 보성전문학교 정구단
보성전문학교 정구단(普成專門學校庭球團)은 일제강점기 조선 경기도 경성부에 있었던 정구 선수단이다. 보성전문학교가 운영했던 대학 정구단이다.

## 시즌별 성적
| 시즌 | 대회                       | 종목      | 참가 | 경기 | 승 | 무 | 패 | 순위   |
| ---- | -------------------------- | --------- | ---- | ---- | -- | -- | -- | ------ |
| 1923 | 전국체육대회 정구 청년부   | 남자 단체 | 11   | 1    | 0  | 0  | 1  | 11강   |
| 1923 | 전조선전문학교연합정구대회 | 남자 단체 | 6    | 1    | 0  | 0  | 1  | 4강    |
| 1924 | 전국체육대회 정구 청년부   | 남자 단체 | 11   | 1    | 0  | 0  | 1  | 11강   |
| 1924 | 전조선전문학교연합정구대회 | 남자 단체 | 6    | 2    | 2  | 0  | 0  | 우승   |
| 1925 | 전조선전문학교연합정구대회 | 남자 단체 | 5    | 1    | 0  | 0  | 1  | 5강    |
| 1925 | 전조선청년정구대회         | 남자 단체 | 7    | 3    | 2  | 0  | 1  | 준우승 |

## 수상 기록
| 시즌 | 대회                       | 수상   |
| ---- | -------------------------- | ------ |
| 1924 | 전조선전문학교연합정구대회 | 우승   |
| 1925 | 전조선청년정구대회         | 준우승 |

## 참고 문헌
- “스포츠지원포털 등록 현황”. 대한체육회.
- “대한체육회 국내종합경기대회”. 대한체육회.
- 《대한체육회 50년》. 대한체육회. 1970. 2020년 11월 8일에 원본 문서에서 보존된 문서. 2022년 11월 5일에 확인함.
- 《대한체육회 70년사》. 대한체육회. 1990. 2020년 11월 8일에 원본 문서에서 보존된 문서. 2022년 11월 5일에 확인함.
- 《대한체육회 90년사》. 대한체육회. 2011. 2020년 11월 8일에 원본 문서에서 보존된 문서. 2022년 11월 5일에 확인함.
- 대한체육회 100주년 기념사업부 (2020). 《대한민국 체육 100년》. 대한체육회.

## 같이 보기
- 보성전문학교
- 고려대학교
- 보성전문학교 육상단